# Juodlės miškas
Juodlės miškas este o arie protejată (arie specială de conservare — SAC, sit de importanță comunitară — SCI) din Lituania întinsă pe o suprafață de 956 ha, integral pe uscat.

## Localizare
Centrul sitului Juodlės miškas este situat la coordonatele 55°48′41″N 22°56′16″E / 55.8114°N 22.9378°E.

## Înființare
Situl Juodlės miškas a fost declarat sit de importanță comunitară în mai 2005 pentru a proteja 3 specii de plante și 4 specii de animale. Situl a fost protejat și ca arie specială de conservare în decembrie 2018.

## Biodiversitate
Situată în ecoregiunea boreală, aria protejată conține 9 habitate naturale: Lacuri eutrofice naturale cu vegetație de tip Magnopotamion sau Hydrocharition, Turbării active, Mlaștini turboase de tranziție și turbării mișcătoare, Izvoare fino-scandinave și mlaștini produse de izvoare bogate în minerale, Mlaștini alcaline, Taiga vestică, Păduri caducifoliate de mlaștină fino-scandinave, Mlaștini împădurite, Păduri aluvionare cu Alnus glutinosa și Fraxinus excelsior (Alno-Padion, Alnion incanae, Salicion albae).
La baza desemnării sitului se află mai multe specii protejate:
- plante (3): moșișoare (Liparis loeselii), dedițelul (Pulsatilla patens), ochii-șoricelului (Saxifraga hirculus)
- mamifere (1): vidră de râu (Lutra lutra)
- nevertebrate (3): Dytiscus latissimus, Graphoderus bilineatus, libelule (Leucorrhinia pectoralis)

Pe lângă speciile protejate, pe teritoriul sitului au mai fost identificate 5 specii de plante.